# Cryphia vegetata
Cryphia vegetata är en fjärilsart som beskrevs av Lucas 1901. Cryphia vegetata ingår i släktet Cryphia och familjen nattflyn. Inga underarter finns listade i Catalogue of Life.